# Маарив

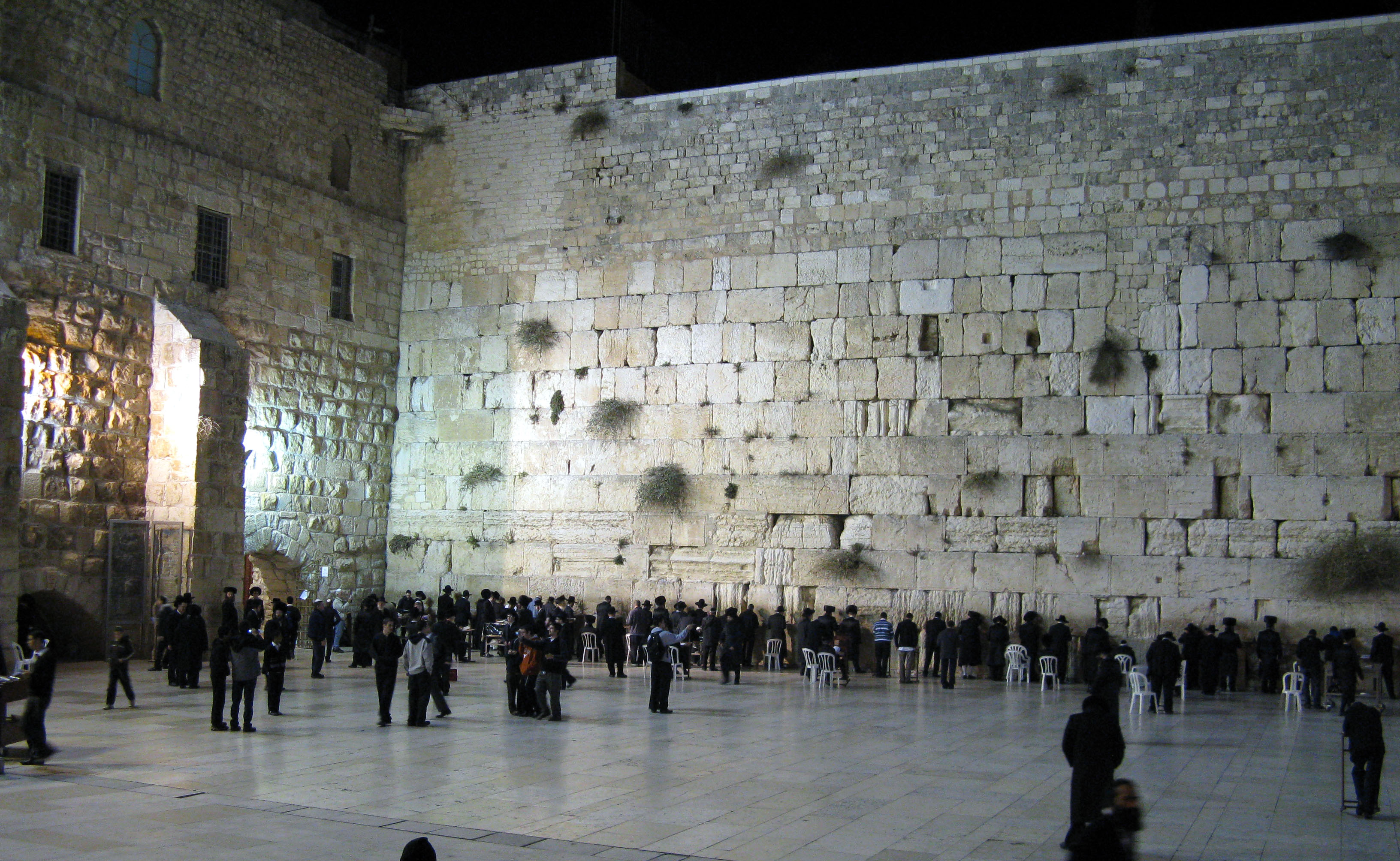
Маарив у Стены Плача

Маарив (арвит, ивр. ערבית‎, от ערב‎, эрев — «вечер») — вечернее богослужение в иудаизме.

## Происхождение
В Мишне время молитвы названо эрев, в Талмуде — эрев и арвит, сегодня — маарив. Поскольку молитвы в иудаизме соответствуют жертвоприношениям, а жертвы приносили только днём, евреи вечером изначально на общественную молитву не собирались. При этом обязательным было вечером после выхода звёзд читать Шма. Тем не менее, уже в эпоху Мишны начал складываться общепринятый ныне обычай читать молитву «Амида» не 2 раза в день (по количеству ежедневных жертвоприношений), а трижды, о чём свидетельствует упоминание «и он три раза в день преклонял колени и молился своему Богу» (Дан. 6:10). В настоящее время этот обычай принят во всех общинах, из чего и сложилось вечернее общественное богослужение. Традиция связывает вечернюю службу со сжиганием на жертвеннике остатков принесённых днём жертвоприношений, а также с именем Иакова. В Торе написано, что Иаков после того, как был вынужден уйти из родного дома «пришёл на одно место и остался там ночевать, потому что зашло солнце» (Быт. 28:11); здесь глагол «пришёл» (ויפגע‬) может иметь значение «умолял» и в этом случае фразу можно истолковать так, что Иаков молился при захождении солнца.

## Время
Поскольку вечерняя молитва не соответствует храмовому жертвоприношению временной диапазон для её чтения установлен достаточно широко, её можно читать в течение всей ночи, до рассвета. Оптимальным временем для молитвы является период от выхода вечерних звёзд до полуночи. Если трудно собрать миньян поздно вечером, то вечернюю молитву можно читать и до захода солнца, присоединяя её к минхе, в некоторых общинах — это обычно; особенно в пятницу вечером, потому что таким образом молящиеся раньше времени начинают Шаббат, тем самым выполняя заповедь добавлять от будничного к святому. Однако, если молитва прочитана до выхода звёзд, то Шма после выхода звёзд нужно повторить.

## Состав

### Общий порядок
Состав молитвы различается в некоторых деталях в зависимости от принятого в общине нусаха и содержит ряд дополнений в начале и на исходе Шаббата и в некоторых других случаях. Общий порядок таков:
- Вступительная часть содержит в основном стихи из псалмов и существенно отличается в различных канонах. В пятницу вечером этому предшествует отдельное богослужение «Каббалат шаббат» («принятие субботы»)
- Центральная часть богослужения — чтение Шма с двумя благословениями в начале и двумя в конце[4]
- Молитва «Амида». В богослужении имеется несколько элементов, указывающих на то, что эта молитва в принципе — необязательна и имеет более низкий ранг, чем Амида, прочтённая в дневное время. Хаззан, в отличие от других случаев, не повторяет эту молитву вслух. После Амиды не читают Таханун. Кроме того, Амида не следует сразу за Шма, как утром, а отделена от неё чтением Кадиша (в ашкеназской традиции)
- Дополнительные чтения — в тех случаях, когда они положены
- Молитва «Алену» и «Кадиш». В сефардской традиции перед этим читают 120-й псалом

### Дополнительные чтения
После молитвы «Амида» в вечерней службе могут добавлять дополнительные чтения:
- Вечером в пятницу читают молитву «Кидуш». Все хором произносят посвящённый субботе отрывок из Торы (Быт. 2:1—3), а затем хаззан читает Хавинену — сокращённый вариант повторения молитвы «Амида», ввиду святости наступающего дня, хотя вечером повторение молитвы «Амида» не положено
- На исходе субботы читают конец псалмов 89, 90 и молитву «У-ва ле-Цийон» без первых двух стихов. Эти вставки обозначают переход к будничной деятельности
- В период между праздниками Песах и Шавуот, в соответствии с Лев. 23:15, 16, отсчитывают очередной день от одного праздника до другого. При этом читают соответствующее благословение, 66-й псалом, каббалистическую молитву «Ана бе-хоах» и некоторые другие, в зависимости от канона
- В Пурим в этом месте читают свиток Эстер, а в пост девятого ава — книгу Эйха и кинот (плачевные песни)
- На Рош ха-Шана во многих общинах читают 23-й псалом
- В Йом-кипур читают молитвы раскаяния и поста
- В празник Симхат Тора устраивают танцы со свитками Торы хакафот — это один из самых весёлых моментов еврейского года